# Zapora Vieux Émosson

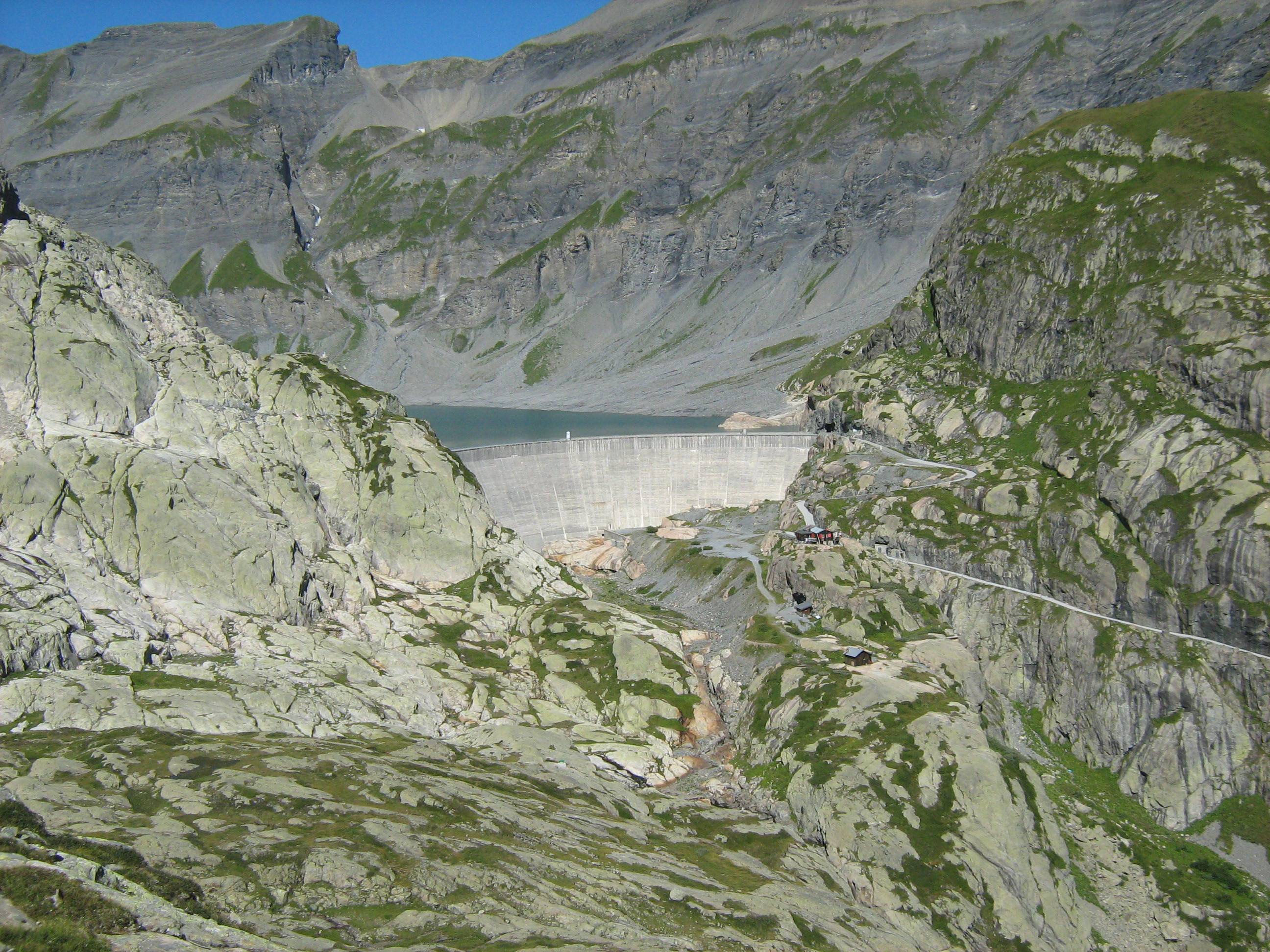
Zapora przed przebudową (2009 r.)

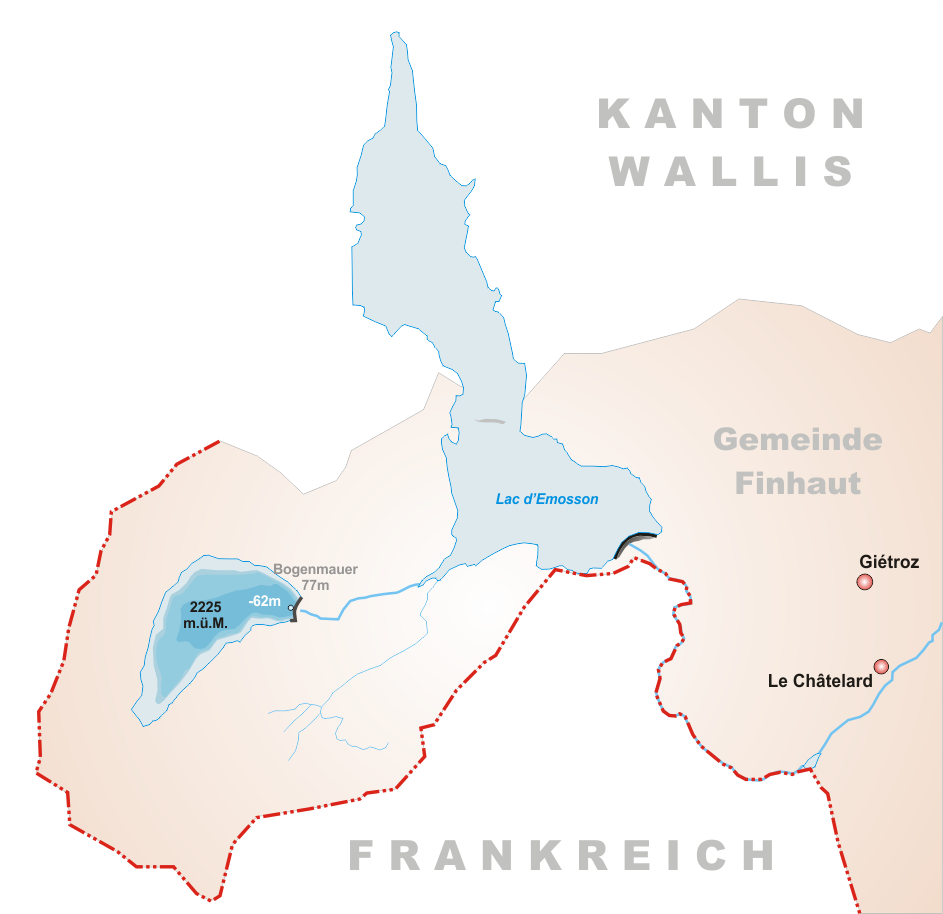
Usytuowanie zapory (po lewej, poziom zbiornika sprzed przebudowy)

Zapora Vieux Émosson (fr. Barrage du Vieux Émosson) – zapora wodna w szwajcarskich Alpach, w kantonie Valais. Na skutek jej budowy na powstał sztuczny zbiornik wodny Lac du Vieux Émosson, którego wody zalały tzw. plateau du Vieux Émosson (stąd nazwa zapory i zbiornika). Pierwotna zapora, zbudowana w latach 1952-1955, w związku z rozpoczęciem budowy elektrowni szczytowo-pompowej Nant de Dranse została w latach 2012-2016 przebudowana i podwyższona.

## Położenie
Zapora znajduje się w gminie Finhaut w dystrykcie Martigny, w odległości ok. 15 km (w linii prostej) na południowy zachód od miasta Martigny. Wraz z utworzonym zbiornikiem Vieux Émosson leży w grupie górskiej zwanej Massif du Giffre, należącej do Prealp Sabaudzkich. Przegrodziła potok Nant de Dranse w górnej partii utworzonego przezeń wąskiego, stromego wąwozu, zwanego Gorge du Vieux, pomiędzy wzniesieniami Tête des Goilles (2351 m n.p.m.) od północy i La Veudale (2491 m n.p.m.) od południa. Podłoże zapory stanowią gnejsy.

## Historia
Zgodnie z decyzjami podjętymi jeszcze przed I wojną światową, szwajcarskie koleje federalne (CFF, fr. Chemins de fer fédéraux suisses) konsekwentnie wykorzystywały trakcję elektryczną. Wraz z rozwojem sieci kolejowej i intensywności ruchu pociągów przewoźnik stanął z końcem lat 40. XX w. przed koniecznością zapewnienia sobie większych ilości energii elektrycznej. Po analizach, koleje zdecydowały się na budowę kolejnej zapory w Alpach, położonej w sąsiedniej dolinie w stosunku do działającej już zapory Barberine. Budowa miała miejsce w latach 1952-1955.
Po podjęciu decyzji o budowie zupełnie nowego zespołu energetycznego Nant de Drance zaporę przejęła od CFF nowa spółka Nant de Drance S.A.
W latach 2012–2014 zaporę podwyższono o 21,5 m, co pozwoliło przeszło dwukrotnie zwiększyć roboczą pojemność zbiornika zaporowego. Ze względu na planowaną zmianę geometrii zapory jej górna część została najpierw obniżona przez rozebranie 10 metrów muru po stronie górnej wody i 20 metrów po stronie dolnej, a następnie wybudowana na nowo w taki sposób, że zapora uzyskała parametry konstrukcji łukowej o podwójnej krzywiźnie. W latach 2015 i 2016 dokonano wzmocnienia i uszczelnienia konstrukcji zastrzykami betonowymi.

## Charakterystyka
Pierwotnie zapora żelbetowa typu ciężkiego, o kształcie łukowym. W czasie zakończenia budowy i oddania do eksploatacji jej maksymalna wysokość wynosiła 45 m, długość w koronie 170 m. Objętość muru zapory wynosiła 62 000 m³. Pozwalała ona na piętrzenie do poziomu 2205 m n.p.m.
Nowa zapora ma wysokość 76,5 m, długość korony 205 m i pozwala piętrzyć wodę w zbiorniku Vieux Émosson do poziomu 2225 m n.p.m.